# Chemins de terre
Chemins de terre è un album pubblicato nel 1973 dal cantautore folk bretone Alan Stivell per l'etichetta Fontana. Nei paesi di lingua anglosassone è uscito con un diverso titolo: From Celtic Roots.
I brani sono quasi tutti traditional bretoni, scozzesi o irlandesi rivisitati con attitudine più rock rispetto ai dischi precedenti.

## Tracce
Tutti i brani provengono dalla tradizione popolare con arrangiamento di Alan Stivell escluso Ian Morrison Reel scritto da Peter McLeod e Brezhoneg' Raok scritta dallo stesso Stivell. 
1. Susy MacGuire - 03:35
2. Ian Morrison Reel 04:09
3. She Moved Through The Fair -  04:13
4. Can Y Melinydd - 01:59
5. Oidhche Mhaith - 01:53
6. An Dro Nevez - 03:45
7. Maro Ma Mestrez - 03:08
8. Brezhoneg' Raok - 03:08
9. An Hani A Garan - 04:11
10. Metig - 04:07
11. Kimiad - 03:34

## Musicisti
- Alan Stivell - Arpa celtica, voce, bagpipes, whistle, mellotron, timbali, harmonium
- Gabriel Yacoub - chitarra acustica, banjo, dulcimer, salterio, voce
- René Werneer - violino, voce
- Pascal Stive - organo, piano
- Jean-Luc Hallereau - basso, voce
- Dan Ar Bras - chitarre, voce
- Michel Santangelli - batteria
- Marie Yacoub - cucchiaio, voce
- Elyane Werneer, Mireille Werneer - voce
- Michel Delaporte - tabla
- Bagad Bleimor - bagpipes, bombarda, batteria scozzese